# مارگیت کروندی
مارگیت کروندی (به انگلیسی: Margit Korondi) ژیمناست زادهٔ ۲۴ ژوئن ۱۹۳۲ میلادی اهل کشور مجارستان است.